# South Pittsburg
Pour les articles homonymes, voir Pittsburg.
South Pittsburg est une municipalité américaine située dans le comté de Marion au Tennessee. Lors du recensement de 2010, South Pittsburg compte 3 109 habitants.

## Géographie
South Pittsburg est située sur les rives du Tennessee.
Selon le Bureau du recensement des États-Unis, la municipalité s'étend en 2010 sur une superficie de 6 milles carrés (15,54 km2).

## Histoire
South Pittsburg est fondée en 1873 par James Bowron et la Southern States Coal, Iron and Land Company. C'est F. P. Clute, un ingénieur anglais, qui dessine le plan de la ville. Dans cette région riche en charbon et en fer, ses premiers habitants comptaient en faire la « Pittsburgh du Sud » (en anglais : Pittsburgh of the South). Elle devient une municipalité en 1887.
À partir de 1906, la Dixie Portland Company construit une usine et une cité ouvrière à proximité de South Pittsburg : Richard City. La localité est nommée en l'honneur de Richard Hardy, un dirigeant de la société. L'usine de Richard City ferme dans les années 1980 alors que le bourg ne compte plus que 87 habitants. En 1985, la municipalité de Richard City est annexée par South Pittsburg.

## Patrimoine
Plusieurs lieux de South Pittsburg sont inscrits au Registre national des lieux historiques :
- l'église épiscopale du Christ et son presbytère (1977), construits dans les années 1880 dans un style gothique victorien[8] ;

- l'église primitive baptiste de Sweeten's Cove (1983), construite en 1853 dans une architecture Greek Revival[9] ;

- le quartier historique de South Pittsburg (1990), qui comprend de nombreux bâtiments de divers styles architecturaux datant de 1880 à 1940[2] ;

- la First National Bank (1991), construit en 1887 ce bâtiment en brique rouge accueille aujourd'hui l'hôtel de ville[10] ;

- le quartier Putnam/Cumberland et le site historique de Richard City (1991), deux quartiers construits à partir de 1907 autour d'une usine de ciment et séparés par une rivière[11],[12].

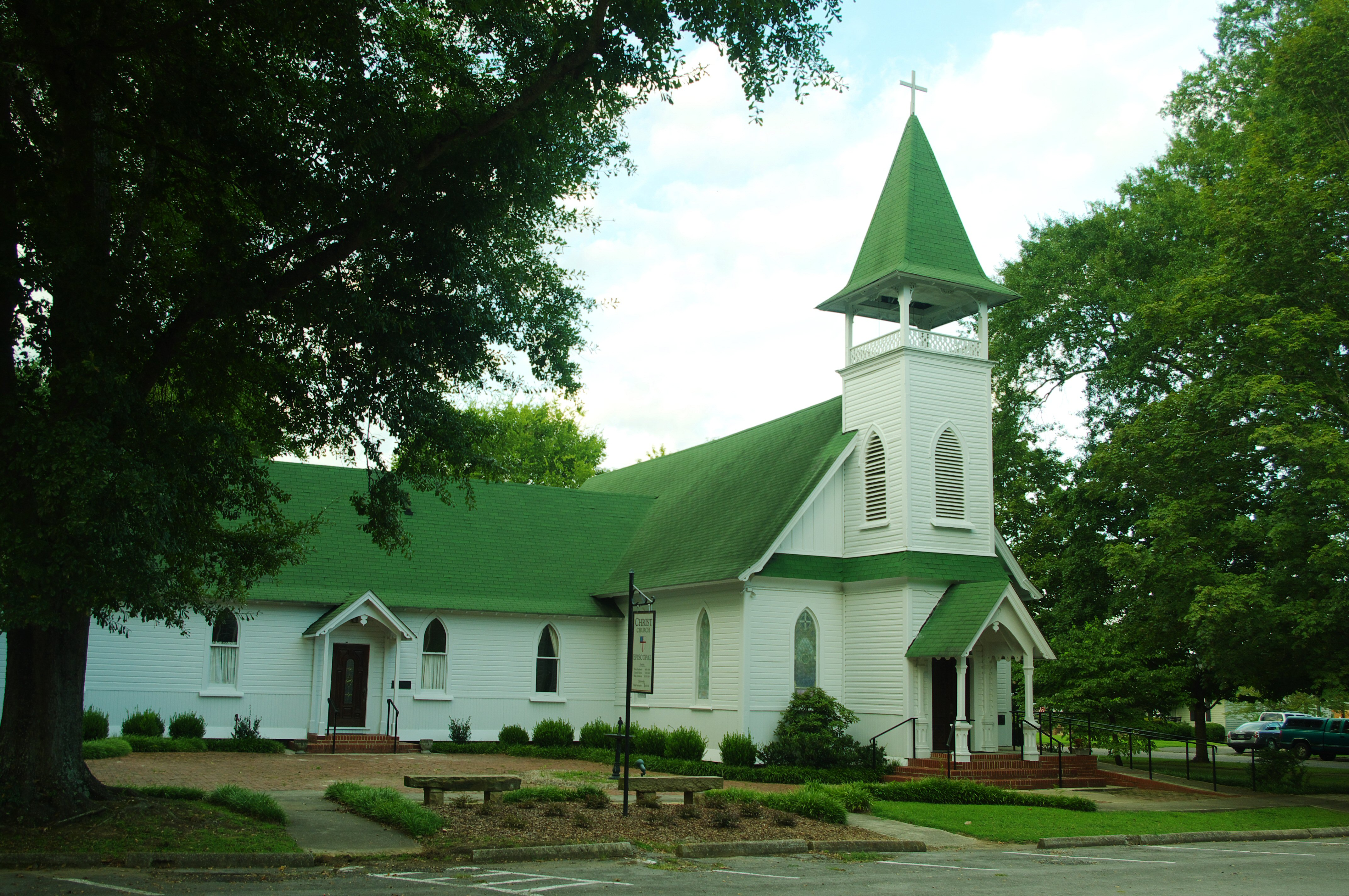
L'église épiscopale du Christ.
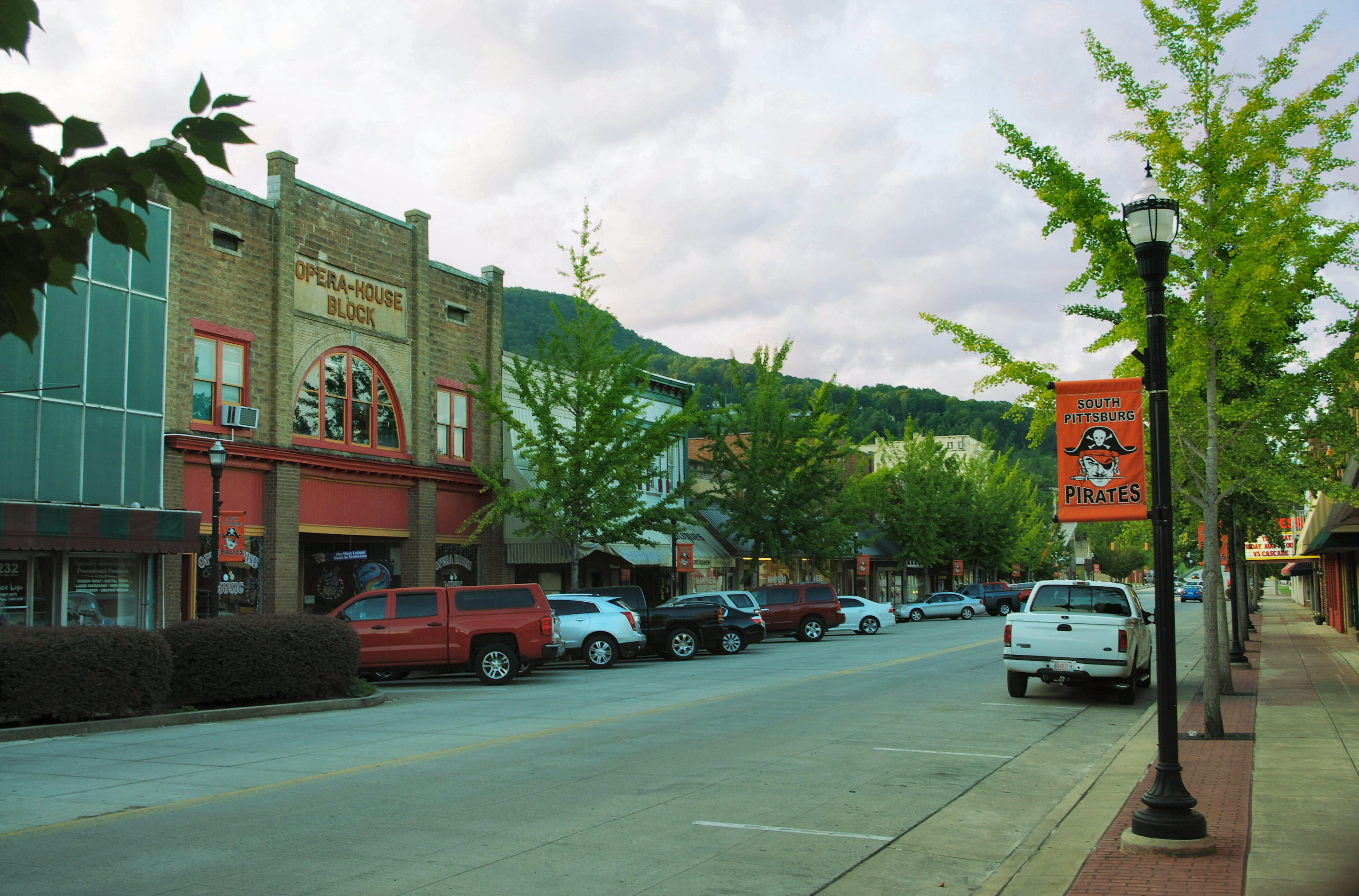
South Cedar Avenue dans le centre historique.
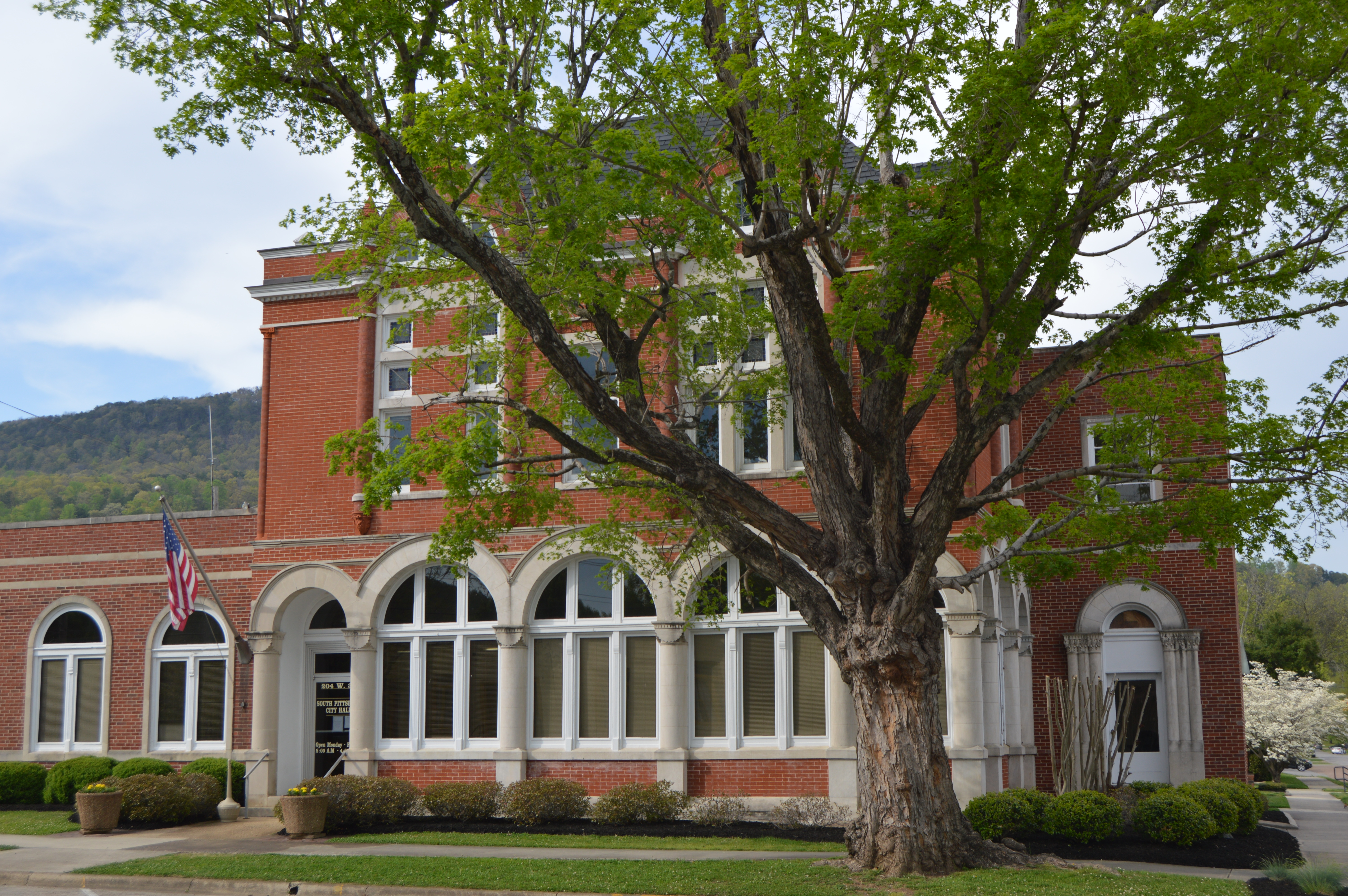
La First National Bank.